# 溝口一雄
溝口 一雄（みぞぐち かずお、1921年（大正10年）4月12日 - 1994年（平成6年）9月23日）は、日本の会計学者。神戸大学名誉教授。

## 略歴
1921年、東京都品川区生まれ。1943年、明治大学商学部卒。神戸大学経営学部助教授を経て、1957年、同教授。1972年、学部長。1985年に退官して名誉教授となり、広島修道大学教授を務めた。第13期日本学術会議会員。

## 主な門下生
- 小林哲夫（神戸大学名誉教授）
- 谷武幸（神戸大学名誉教授）
- 加登豊 （神戸大学名誉教授、日本原価計算研究学会学会長）
- 岡野憲治（松山大学教授）

## 受賞歴
- 上野・太田賞
- 日本会計研究学会賞(1955年)

## 栄典
- 従三位勲二等瑞宝章(1994年)[1]

## 主な著作
- 『経営費用論』（森山書店、1955年）